# 众议院 (百日王朝)
众议院 （法語：Chambre des représentants）依据帝国宪法附加法建立，是百日王朝時期法国议会的民选下院。议院有629名成员，任期五年。议会上院为贵族院。
议院成立于1815年6月3日。4日，选出让·丹尼斯为议长，拉法耶特侯爵为副议长。
百日王朝的众议院十分短命。百日王朝末期，拿破仑在滑铁卢战败后，议院隨即要求他退位。 6月22日，众议院选出拉扎尔·卡诺，约瑟夫·富歇和格雷尼尔伯爵，与贵族院的两名成员共同组成临时政府。6月23日，拿破仑宣布退位，而后众议院宣布拿破仑二世为法国皇帝。
第七次反法同盟的军队迅速占领了巴黎，议院也于7月3日停止了反抗。联军很明显想要让波旁王朝再次复辟。7月8日，联军阻止议院开会，这实际上终结了议院。7月13日，路易十八发布法令正式解散议院。
波旁王朝第二次复辟后，原名为「Chambre des représentants」的众议院被改名为「Chambre des députés」。1815年10月選出、由极端保皇党控制的议院被戏称为无双议院。